# Sinhyeon-dong
Sinhyeon-dong (koreanska: 신현동) är en stadsdel i staden Siheung i provinsen Gyeonggi i Sydkorea, 25 km sydväst om huvudstaden Seoul.